# University of Nebraska at Kearney
University of Nebraska at Kearney (zkráceně UNK) je veřejná univerzita v Kearney ve státě Nebraska v USA. Je součástí systému University of Nebraska.
Univerzita byla založena v roce 1905 jako Nebraska State Normal School at Kearney pro přípravu učitelů. V letech 1921–1963 nesla název Nebraska State Teachers College at Kearney, v období 1963–1991 pak Kearney State College. Od 1. července 1991 je součástí University of Nebraska.